# 台北捷運301型電聯車
台北捷運301型電聯車，簡稱C301型電聯車，是一款台北捷運的直流電通勤電聯車，為台灣第一種行駛於標準軌之列車。

## 概要

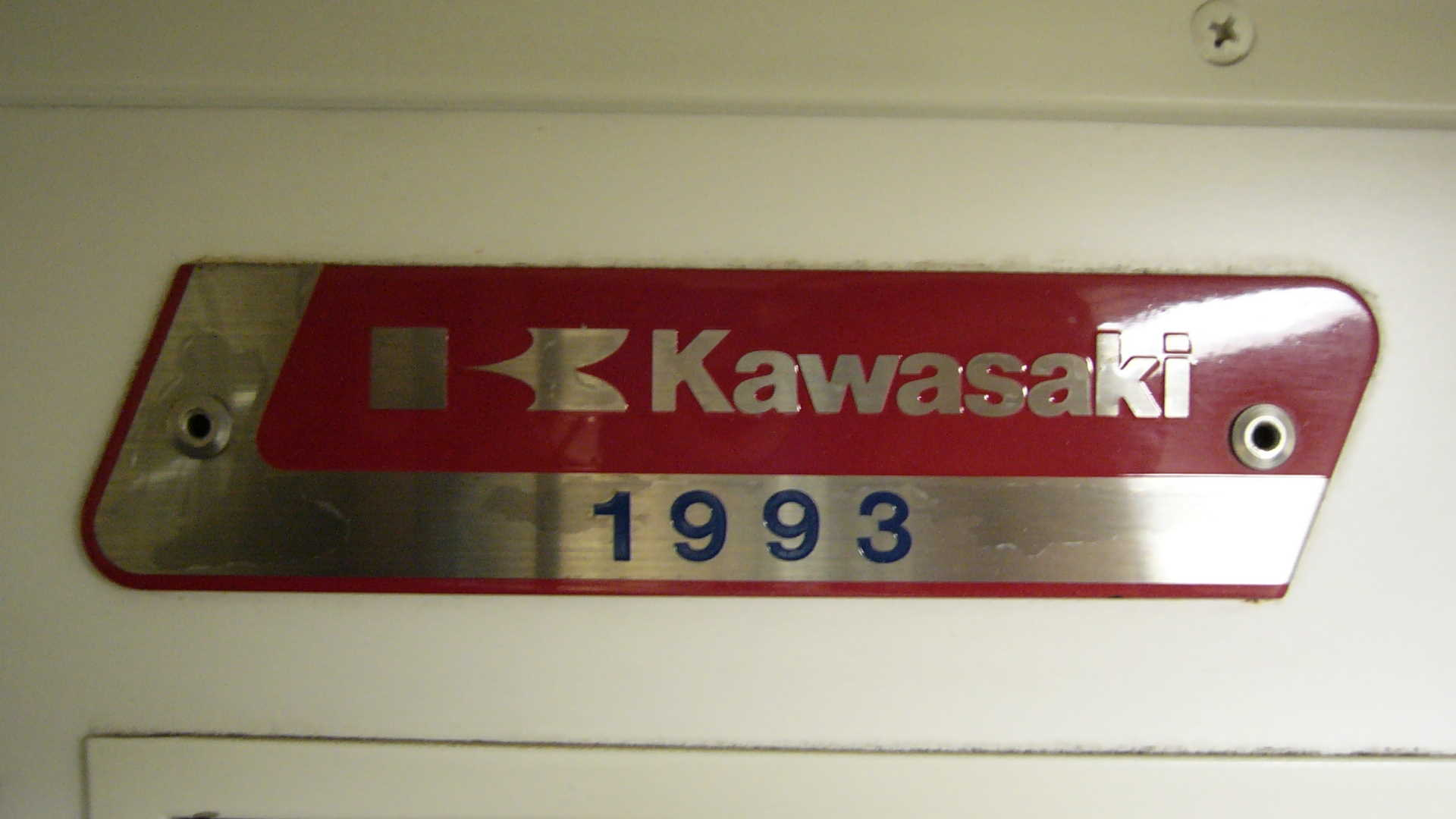
301型電聯車內的川崎重工銘板

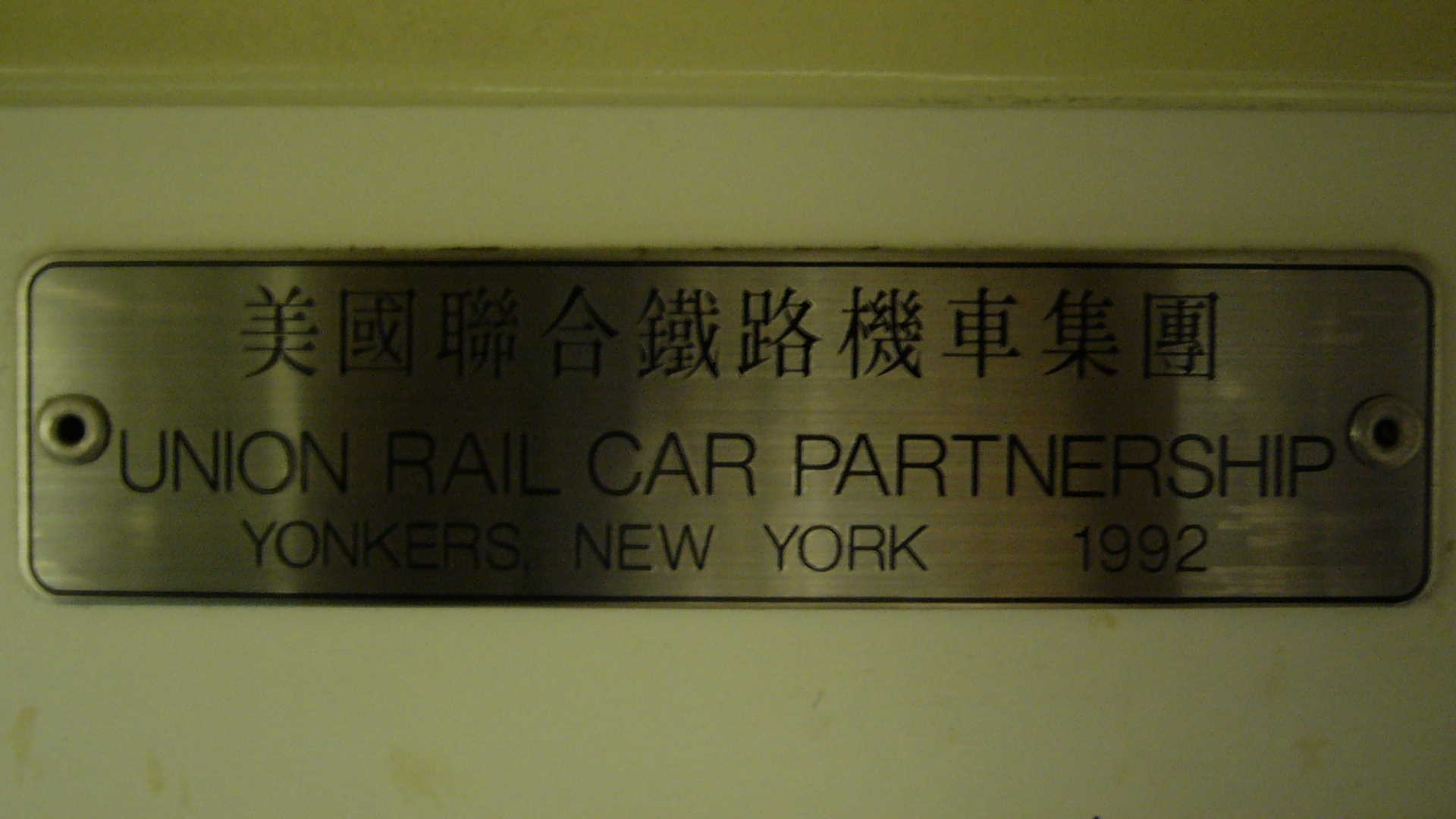
301型電聯車內的美國聯合鐵路機車集團銘板

台北捷運公司購置此列車時，受限於美國301條款，因此依規定必須於美國東岸的美國聯合鐵路機車集團（實為日本川崎重工的美國子公司）進行組裝，所以此型列車被戲稱為「尚未營運先環遊世界的列車」。
本車車廂由美國聯合鐵路機車集團位於紐約州揚克斯的工廠內製造，亦是揚克斯首次出口列車車廂。
車內為橫向、縱向座位混合佈局，并設置無障礙空間。車內有防火材料，可承受住長達45分的火災。車內LED可顯示下一站資訊，車外LED則顯示目的地和行走路線。

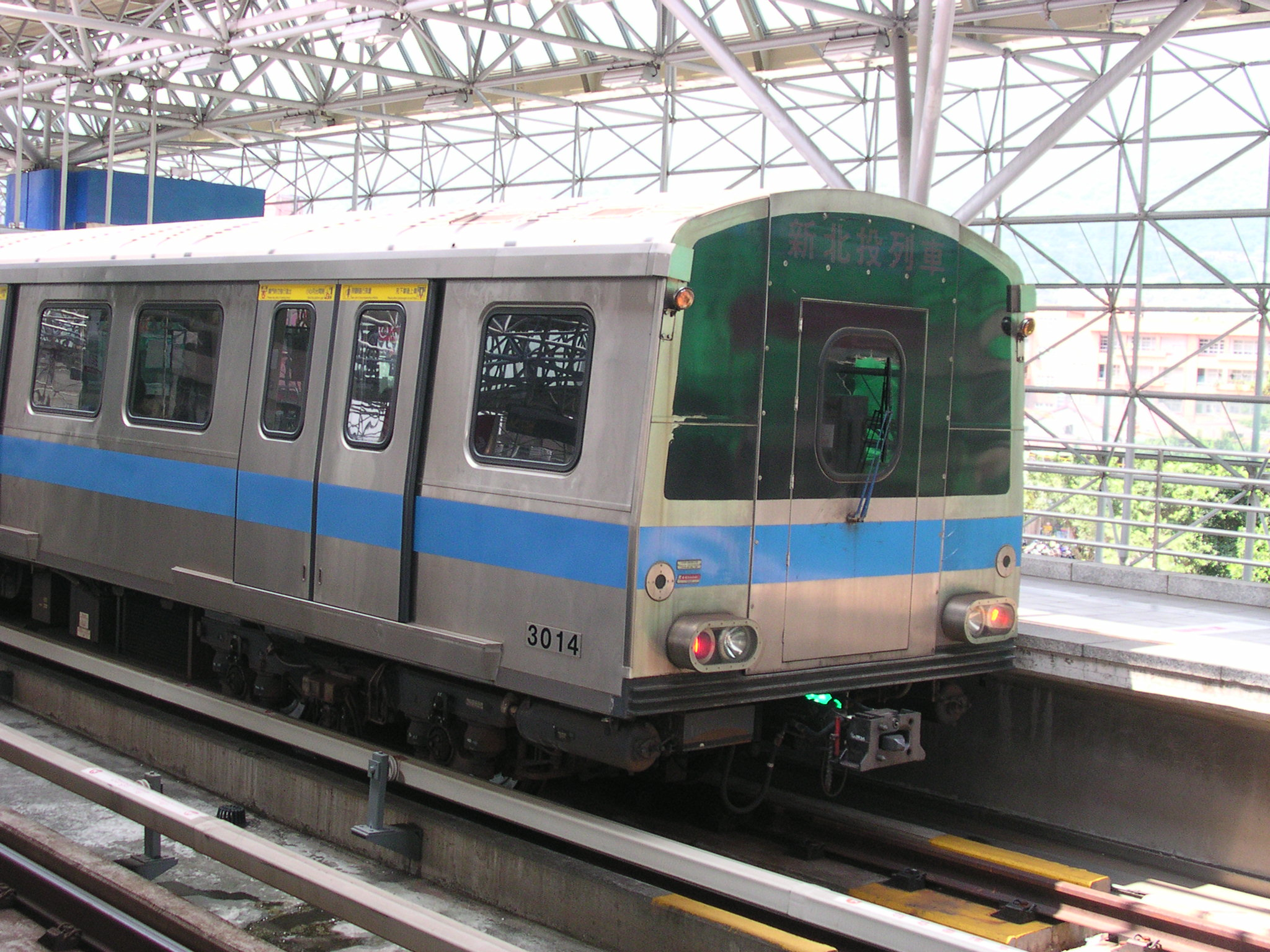
新北投支線C301型三節車廂曾於1998至2006年期間行走新北投支線

此型車有一列編組（13／14），曾經解聯運用於新北投支線，現在恢復六節車廂方式行駛淡水信義線。

## 編組
|             | C301型 ←象山方向淡水方向→ |             |             |             |             |             |
| 車廂編號    | 1 DM1                     | 2 T         | 3 M2        | 4 M2        | 5 T         | 6 DM1       |
| 形式區分    | 10xx (Mc)                 | 20xx (T)    | 30xx (M2)   | 30yy (M2)   | 20yy (T)    | 10yy (Mc)   |
| 車輛重量(t) | 39.5                      | 34          | 39.5        | 39.5        | 34          | 39.5        |
| 車輛編號    | 1001 : 1043               | 2001 : 2043 | 3001 : 3043 | 3002 : 3044 | 2002 : 2044 | 1002 : 1044 |

## 資料來源
1. ↑  何, 宗軒. . 捷運技術. 1993-08-23, (9): 78-80  [2024-02-09]. （原始内容存档于2023-06-07） –台北市政府捷運工程局.
2. ↑  何, 湘麟. . 捷運技術. 1992-02-23, (6): 75  [2024-02-09]. （原始内容存档于2023-06-07）.
3. ↑  . Washington DC: United States Congress. Jun 1991: 53  [2020-05-19]. （原始内容存档于2022-04-15）.
4. ↑  蘇昭旭. . ISBN 978-986-5903-40-4 （中文）.
5. ↑  Made in the U.S. - and Japan - Japanese-owned Union Rail Corp. assembles rail cars in the US with Japanese shells, William C. Vantuono, Railway Age, July 1993

## 外部連結
- 川崎重工製品介紹 （页面存档备份，存于） （日語）